# Воден (област Хасково)
Вижте пояснителната страница за други значения на Воден.
Воден е село в Южна България. То се намира в община Димитровград, област Хасково.